# Giovanni Maria Dettori
Giovanni Maria Dettori (Tempio Pausania, 29 luglio 1773 – Torino, 19 maggio 1836) è stato un teologo italiano, ha insegnato teologia morale presso l'Università di Cagliari (1807).

## Biografia
Nacque a Tempio Pausania il 29 luglio 1773 da Antonio Demartis, conciatore di pelli, e da Maria Dettori. La madre viene ricordata come una donna pia, alla quale per molto tempo venne attribuita la fama di "posseduta". Così, Raimondo Bonu ricostruisce questo aspetto della biografia di Dettori: “la madre, Maria Dettori, donna pia e affetta da fenomeni isterici, fu ritenuta ossessa e come tale fu esorcizzata da un ecclesiastico e verseggiatore non spregevole, il conterraneo Bernardino Pes.” Fu allevato dallo zio materno, parroco, dal quale per affetto e riconoscenza prese il cognome. Iniziò gli studi a Tempio Pausania dai padri delle Scuole Pie e sin dall'età di quindici anni frequentò l'università di Sassari, dove in seguito diventerà maestro di Arti Liberali all'Università Regia. 
Per volere dello zio, si trasferì a Cagliari per studiare teologia nel seminario arcivescovile. Durante gli studi teologici, dimostrò di avere tutte le qualità necessarie per una brillante carriera accademica e religiosa. A vent'anni divenne un baccalaureato in teologia, appoggiato da Giacinto Hintz, che influenzò profondamente il carattere di Giovanni Maria Dettori.
Nel 1807 ottenne la cattedra di teologia morale a Cagliari per otto anni; nel 1806 la famiglia reale di Carlo Emanuele IV di Savoia si era trasferita lì per sfuggire all'esercito napoleonico.  Grazie all'abate Felice Botta conobbe il re che nel 1814 lo invitò a insegnare teologia morale all'Università di Torino, dove rimase per quindici anni. A metà marzo del 1829 gli venne rimossa la cattedra, poiché rifiutò l'utilizzo dell'opera dell'Antoine voluto dal marchese Gian Carlo Brignole, volendo spiegare solo col proprio testo. Inoltre, un'altra possibile causa fu la disputa tra probabilisti e probabilioristi, che comportò l'auto-esilio a Milano.
Nel 1830 l'esilio terminò e tornò in Piemonte in una campagna vicino a Torino, dove morì il 19 maggio 1836 all'età di 62 anni. La sua ricca biblioteca (3 500 volumi) fu donata al Seminario regionale a Cagliari.

## Opere
Le sue opere sono basate principalmente su teologia, oratoria e poesia. A lui sono dovute svariate traduzioni e parafrasi.

### Traduzioni
- 1793 traduzione poemetto in ottava rima sarda Trionfo della Sardegna, composto da Raimondo Congiu Oliena, dove viene esaltata la vittoria dei Sardi contro i Francesi che avevano tentato l'occupazione dell'isola.
- Parafrasi del salmo 79, Qui regis Israel, sull'esposizione fattane dall'originale del suddetto P. Giacinto Hintz (Cagliari 1805, Stamperia R., in-4.°(3)
- Traduzione dei versi del Carboni dedicati a Maria Teresa e al re.

### Altri scritti
- 1799 (Firenze) le Orazioni Sacre, poi da lui rinnegate e distrutte le copie.
- 1824-27 la sua opera più importante fu un trattato morale intitolato Theologiae Moralis Institutiones, composta da 5 tomi. Ogni trattazione è divisa in sezioni, divise a loro volta in capi e questi ultimi infine in Articoli o titoli. Il trattato è caratterizzato da uno stile molto studiato che rappresenta l'eleganza latina di Seneca, piuttosto che Cicerone.
- I volume: 1824 De actibus humanis et de conscientia,  scritto in onore di Felice Botta, su atti umani e coscienza.
- II volume: 1825 De legibus et de justitia et jure, in onore di Domenico Pes, su leggi giustizia e diritto.
- III volume: 1826 De restitutiones et de contractibus, in onore di Nicolò Navani, comprende trattati della restituzione e dei contratti in genere.
- IV volume: 1827 De contractibus speciatum, per Costantino Mursio, contiene contratti specifici in particolare.
- V volume: 1827 De peccati bus generatius e De malorum origine disquisito, entrambi in onore di Carlo Arnosio. Il primo tratta dei peccati in generale e del peccato originale, il secondo sulla dissertazione sull'origine dei mali.
- Ode dedicata a Giuseppe Chiappe.
- Ode La felicità.
- Canzonetta per la baronessa Genoveffa Chabò
- Versi sciolti per Vittorio Amedeo III.
- Epistola al barone Enrico Sanjust.

## Pensiero
Il suo pensiero si sviluppa nella presa di posizione di una lunga disputa che si trascinava già da qualche secolo intorno alle norme che devono regolare la liceità delle azioni umane. Questa riguardava due schieramenti: probabilioristi e probabilisti. I primi sostenevano che nel dubbio sulla liceità di un'azione è lecito seguire l'opinione favorevole alla libertà solo se essa è “più probabile” di quella favorevole alla legge; i probabilisti invece ammettevano come norma legittima di condotta, di fronte all'incertezza dell'obbligazione, un'opinione solo “probabile”. Nessuna delle due tesi fu mai condannata dalla Chiesa. Tutte le università avevano partigiani dell'una e dell'altra sentenza. I probabilioristi venivano accusati di rigorismo e giansenismo, mentre i probabilisti, difesi dai Gesuiti, di lassismo e permissività. Il Dettori era dichiarato sostenitore della tesi probabiliorista, al tempo dottrina ufficiale dell'università. Il Collegio di San Francesco di Paola, sorto per raccogliere studenti ecclesiastici di teologia e di lettere dopo la chiusura dell'ateneo, difendeva la sentenza probabilista, ma c'è da notare che era affidato alla cura dei gesuiti. Il contrasto tra Collegio e Università si acuì enormemente quando quest'ultima venne riaperta nell'anno accademico 1823-24. La direzione gesuitica pretendeva che non ci fosse discrepanza negli indirizzi dottrinali tra Università e Collegio, e fece di tutto per imporre a quella le tesi di questo.
"Dettori venne a conoscenza delle idee di Locke, Leibnitz e Vico e tra tutti i santi Agostino d'Ippona e Tommaso d'Aquino; un conservatore moderato, anche per aver mantenuto sacro il diritto di vivere, ha professato la libertà di pensiero e uguaglianza, tre delle idee di libertà nel quadrilatero di Locke. Come al diritto di proprietà, dato il momento storico, lui ha sostenuto vigorosamente la tesi dell'eliminazione del feudalesimo. Con un riguardo verso la legge, ha tenuto un atteggiamento rigoroso: fino a quando la legge sarebbe esistita i cittadini avrebbero dovuto rispettarla, ma la legge doveva essere “chiara, certa e in armonia con la natura e con i costumi della popolazione”; quando non lo era, i legislatori dovevano cambiarla se non corrispondeva alle volontà comuni del popolo. Inoltre, ha estromesso ogni forma di ribellione nel caso questo non fosse rispettato, una ribellione che Locke, d'altro canto, ha mantenuto. Il conflitto con i gesuiti interessò uno dei temi principali di quest'opera: il rispetto della legge. È diventato un conflitto tra probabilisti e probabilioristi che è iniziato con Blaise Pascal (1623-62) che attaccò contro Luis de Molina (1535-1600) l'accusa di pro-Giansenismo, una corrente teologica rigorista e deterministica professata dal francese Cornelius Jansen (1585-1638). La differenza fu la seguente: «I probabilisti sostengono che quando in dubbio sulla legalità di un'azione, è permettibile seguire l'opinione favorevole alla libertà solo se "più probabile" di quella favorevole alla legge. I probabilioristi, al contrario, ammettono come una legittima forma di condotta, davanti all'incertezza dell'obbligo, un'opinione "meramente probabile"». La Chiesa cattolica non condannò mai nessuna delle due tesi, ma le polemiche si sparsero fra i due ordini religiosi e l'accusa fu lanciata a Dettori, il quale, nel 1829, fu forzato a lasciare la cattedra di professore. Fu l'insegnante di Vincenzo Gioberti (1801-1852) – un filosofo, figura importante del Risorgimento Italiano, e primo presidente del Parlamento del Regno di Sardegna – che decantò il carattere e saggezza di Dettori. Per merito di queste virtù gli si attribuì il titolo di "teologo poco amato dai Gesuiti", che lo consideravano una "testa africana come Tertulliano" (il Romano nato a Cartagine, Quinto Settimo Florens Tertulliano – ca. 155-230). Tertulliano era conosciuto per il suo fanatismo religioso, in quanto pagano convertito alla cristianità e finì per promuovere la setta religiosa che mantenne supremazia indiscussa sull'autorità della Chiesa di Roma nell'interpretare le scritture.

## Riconoscimenti
La sua memoria rimane in auge nel suo luogo di nascita, Tempio Pausania, e a Cagliari, in cui insegnò. Rispettivamente in queste città vi sono due licei che portano il suo nome.